# 伊藤憲治
伊藤 憲治（いとう けんじ、1915年1月30日 - 2001年11月29日）は、日本のグラフィックデザイナー。代表作として、キヤノンのロゴマーク、光文社カッパ・ノベルスのカバーデザインなどを手掛けた。過去に、東京ADC評議員、毎日デザイン賞評議員、JAGDA会員などを務め、1998年に東京ADC名誉の殿堂入りをしている。

## 略歴・人物
- 1915年－東京生まれ、
- 1935年－東京高等工芸学校（現：千葉大学工学部）卒。
- 2001年－86歳で没[1]

## 主な作品
- 月刊誌「飛行日本」の表紙（1942－43）
- 月刊誌「婦人朝日」の表紙（1950－51）
- キヤノンのロゴマーク・ポスター（1953・1954）
- 日野自動車シンボルマーク[2]（1953）
- 大日本印刷社章（1954）
- 和光のショーウインドウ（1956－82）
- NECのネオン塔（1964）
- ネスカフェのパッケージ（1979）

※作品はニューヨーク近代美術館、京都国立近代美術館、富山県立近代美術館、川崎市民ミュージアムその他の美術館に永久保存されている。

## 展覧会
- 第548回デザインギャラリー1953「ミステリーの世界 伊藤憲治の推理小説カバーデザイン原画展」（1999年3月3日〜3月15日、会場：松屋銀座7F・デザインギャラリー1953）[3]
- 銀座グラフィックギャラリー　第166回　「伊藤憲治展・月刊医学雑誌ステトスコープの表紙デザインの半世紀」（2000年3月6日～25日）

## 受賞
- 日米写真コンテスト広告写真部門金賞（1951年）
- 新聞広告電通賞3部門賞（1954年－58年）
- 毎日産業デザイン賞（1955年、65年）
- 屋外広告電通賞4回（1955年－68年）
- 雑誌広告電通賞（1955年）
- 東京ADC金賞1回、銀賞3回、銅賞3回（1957年－66年）
- 東京都知事賞（1965年－71年）
- SDA金賞2回、銀賞4回、銅賞1回（1966年－72年）
- 紫綬褒章（1983年）
- ブルノ国際ブックデザインビエンナーレ銅賞（1984年）
- 勲四等旭日小綬章（1993年）[5]

## 著書
- 『伊藤憲治・デザインの華麗多彩』（単著、六耀社、1986/1）